# Stadionul Royal Bafokeng
Stadionul Royal Bafokeng este o arenă utilizată inițial pentru rugby, apoi pentru fotbal, din apropierea orașului Rustenburg, Africa de Sud. Este gazda unor meciuri contând pentru Campionatul Mondial de Fotbal 2010. A fost construit în anul 1999, iar capacitatea sa a fost mărită de la 38.000 la 42.000 locuri în perspectiva competiției fotbalistice viitoare. Echipa națională a Africii de Sud a disputat în 2001, pe acest stadion un meci împotriva selecționatei statului Burkina Faso, încheiat la egalitate 2-2.